# Makád
Makád es un pueblo húngaro perteneciente al distrito de Ráckeve, condado de Pest.

## Superficie
Cuenta con una superficie de 31,77 km².

## Demografía
Hasta 2024 la población era de 1227 habitantes, con una densidad de población de 38,62 hab/km².
| Gráfica de evolución demográfica de Makád entre 2020 y 2024 |
|                                                             |
| Datos según la Oficina Central de Estadística de Hungría.   |